# フェルジョール
フェルジョール(ferujol)は、オオウイキョウ属のFerula jaeschkeanaから単離されるクマリン系の化合物である。
性交の1から5日後のメスのラットに投与すると、避妊の効果を示すことが報告されている。